# L'Auberge du Cheval noir
Pour plus de détails, voir Fiche technique et Distribution.
L'Auberge du Cheval noir (titre original : Im schwarzen Rößl) est un film autrichien réalisé par Franz Antel, sorti en 1961.

## Synopsis
Eva Lantz, danseuse mondaine, hérite de son oncle du Palace Hotel au bord du Wolfgangsee. Elle s'y rend avec son amie Maxie Sperling. Elles trouvent une maison délabrée qui n'a plus de clients. Eva apprend que l'auberge est très endettée, dix mille marks.
Sur la route vers Sankt Wolfgang, Eva et Maxie rencontrent le chanteur Gustl et sa bande, qui se produisaient à l'Auberge du Cheval-Blanc. Gustl tombe amoureux d'Eva et va au Palace Hotel le lendemain. Les créanciers arrivent dans le village et demandent l'argent à Eva qui n'a rien. Gustl se fait passer pour un architecte qui veut reconstruire le lieu. Lotte et ses amis jouent aussi le jeu et sont des décoratrices. Les créanciers s'en vont les mains vides. Eva et ses amis décident de vite remonter l'auberge pour avoir un bon prix auprès de la banque. Ils choisissent aussi de l'appeler "l'Auberge du Cheval noir" et de faire concurrence à l'Auberge du Cheval-Blanc.
Après quelques efforts, la rénovation est faite, mais la clientèle n'est pas encore là. Avec un subterfuge, Zacherl détourne les gens qui veulent se rendre au Cheval Blanc. Ce n'est pas aussi confortable, mais Lotte use de ses charmes. Eva fait connaissance du Dr. Martin Behrend, aussi copropriétaire du Cheval Blanc, qu'elle tient d'abord pour un acheteur sans savoir qui il est vraiment. Lorsque le cheval mascotte de l'auberge noir mange des factures qui étaient dans ses poches, il se plaint d'avoir perdu de l'argent, aussi Maxie fait de lui un invité de l'auberge. Martin tombe amoureux d'Eva et veut aider secrètement l'auberge. Il fait croire que l'austérité de l'auberge est bonne pour la santé. L'auberge est en plein essor. C'est alors que les créanciers font leur retour. Il n'y a pas d'argent et Martin ne peut pas en donner, puisqu'il se fait passer pour quelqu'un de pauvre auprès d'Eva. Il organise une fête à l'auberge du Cheval noir qui devait initialement avoir lieu au Cheval Blanc. Malgré les intrigues des employés du Cheval Blanc, la fête est un succès.
En raison d'un malentendu, Eva croit que Martin veut nuire à son auberge et veut la vendre à n'importe quel prix à la banque. Martin s'explique et parvient à éviter la vente. Martin et Eva se mettent en couple et l'hôtel est en plein essor, car de nombreux clients ont l'envie de revenir l'année prochaine.

## Fiche technique
- Titre original : Im schwarzen Rößl
- Titre français: L'Auberge du Cheval noir[1]
- Réalisation : Franz Antel assisté de Margrith Spitzer
- Scénario : Karl Farkas (de), Kurt Nachmann
- Musique : Hans Carste, Werner Scharfenberger, Robert Stolz
- Directeur musical : Johannes Fehring
- Direction artistique : Sepp Rothauer
- Photographie : Hanns Matula
- Son : Willy Strigl
- Montage : Hermine Diethelm
- Production : Carl Szokoll
- Sociétés de production : Neue Delta Filmproduktion
- Société de distribution : Constantin Film
- Pays d'origine :  Autriche
- Langue : allemand
- Format : Couleurs - 2,35:1 - Mono - 35 mm
- Genre : Film musical
- Durée : 95 minutes
- Dates de sortie :
  - Allemagne : 22 décembre 1961.
  - Autriche : 22 décembre 1961.
  - Danemark : 28 mars 1962.
  - France : 28 août 1964[1].

## Distribution
- Karin Dor : Eva Lantz
- Hans von Borsody : Dr. Martin Behrend
- Peter Kraus : Gustl Zwanzger
- Paul Löwinger : Zacherl
- Rudolf Carl : Korbinian Fux
- Joseph Egger : Franz Joseph, le portier
- Raoul Retzer : Anton, le videur
- Trude Herr : Maxie Sperling
- Lolita : Walpurga Fux
- Gretl Schörg : Une serveuse du Cheval Blanc
- Bruno Hübner : Le notaire
- Thomas Hörbiger : Poldo
- Hilde Brauner : Lotte
- Kristine Hansen : Susi
- Annemarie Schüler : Katja
- Gertie Belzer : Jane
- Ines Beinhauer : Ines
- Hannelore Gramser : Putzi
- Robertino : Piccolo
- Ulrich Beiger : Sigismund